# Torsten Burmester
Torsten Burmester (* 15. Januar 1963 in Uchte) ist ein deutscher Sportfunktionär und ehemaliger Ministerialbeamter. Am 22. November 2024 wurde er als SPD-Oberbürgermeisterkandidat für die Kölner Kommunalwahl 2025 der Öffentlichkeit vorgestellt und am 3. Mai 2025 offiziell nominiert. Für den Kölner Stadtrat kandidiert er nicht.

## Herkunft und Ausbildung
Torsten Burmester wurde in Niedersachsen geboren und zog mit seinen Eltern im Alter von zwei Jahren nach Remscheid, wo er aufgewachsen ist. Sein Vater war Wäscher und Glätter im städtischen Krankenhaus, seine Mutter Reinigungskraft im Rathaus. Nach Abitur und Offiziersausbildung studierte Burmester von 1986 bis 1992 Sportwissenschaft an der Deutschen Sporthochschule in Köln und schloss als Diplom-Sportlehrer ab. Danach bildete er sich am Institut der deutschen Wirtschaft weiter.

## Werdegang

### Arbeit für die SPD und für die Kampagne von Gerhard Schröder (1994–2002)
Ab 1994 arbeitete Burmester als wissenschaftlicher Mitarbeiter für den SPD-Bundestagsabgeordneten Wilhelm Schmidt, den sportpolitischen Sprecher der SPD-Fraktion. Anschließend wechselte er zur SPD-nahen Friedrich-Ebert-Stiftung und danach als Referent zum SPD-Parteivorstand. Zur Bundestagswahl 1998 arbeitete Burmester in der „Kampa“, der SPD-Wahlkampfzentrale der Kandidatur Gerhard Schröders. Konkret war Burmester zuständig für die Organisation der Wahlkampfauftritte Schröders. In dieser Funktion koordinierte er die Veranstaltungen und öffentlichen Termine des Kanzlerkandidaten, womit er maßgeblich an Planung und Ablauf der Kampagne beteiligt war.

### Persönlicher Referent von Gerhard Schröder (2002–2005)
2002 wechselte Burmester zu Gerhard Schröder als persönlicher Referent für Sportpolitik in das Bundeskanzleramt und war dort bis zum Ende von Schröders Amtszeit im Jahr 2005 aktiv.

### Verwaltungstätigkeit (2005–2020)
Im Jahr 2005 wurde er stellvertretender Leiter der Sportabteilung im Bundesministerium des Innern unter Minister Wolfgang Schäuble (CDU). Ab 2010 übernahm er im nordrhein-westfälischen Schulministerium NRW die Rolle als Abteilungsleiter für Personal, Haushalt und Organisation und wechselte 2012 ins Wirtschaftsministerium NRW in gleicher Funktion. Ab 2018 leitete er dort die Abteilung Wirtschaftsrecht. Er war außerdem Vertreter des Landes in den Aufsichtsräten der Köln Messe und der Duisburg Hafen AG. Er trug die Amtsbezeichnung Ministerialdirigent.

### Sportfunktionär (2020–2024)
Im Jahr 2020 wurde Burmester zum Generalsekretär des Deutschen Behindertensportverbands (DBS) und des Nationalen Paralympischen Komitees ernannt. In dieser Rolle organisierte er unter anderem die Entsendung des deutschen Teams zu den Paralympischen Spielen in Tokio 2021. Vom 1. Februar 2022 bis Dezember 2024 war Burmester Vorstandsvorsitzender des Deutschen Olympischen Sportbundes (DOSB). In dieser Funktion führte er für knapp zwei Jahre die operative Leitung des Verbands. Burmester vertrat den DOSB auf Bundesebene und war 2024 Mitglied der Delegationsleitung für die Olympischen Spiele in Paris.

### Kontroverse um Abgang beim DOSB (2024)
Zeitgleich zur Bekanntgabe seiner Kandidatur als Kölner Oberbürgermeister wurde Burmester am 3. Dezember 2024 mit sofortiger Wirkung als DOSB-Vorstandsvorsitzender abberufen. Aufgrund von Verfehlungen bei der Vergabe der World Games beim DOSB und Vorwürfen der Intransparenz trennte sich der DOSB von Burmester. Im Jahr 2024 veröffentlichte die Ethikkommission des DOSB unter Leitung von Thomas de Maizière einen Bericht zur Vergabe der World Games 2029. Darin wurde dem Vorstand unter Burmesters Leitung ein „missliches“ und „unprofessionelles“ Vorgehen attestiert. Die Kommission kritisierte fehlende Abstimmung zwischen Präsidium und Vorstand sowie einen mangelhaft dokumentierten Entscheidungsprozess.

## Weitere Mitgliedschaften
- Mitglied im Aufsichtsrat der Handball-Bundesliga von 2006 bis 2009[21]  und engagierte sich von 2003 bis 2010 als Vizepräsident des Handballverbands Berlin.[22] Zudem unterstützte er die Organisation der Handball-Weltmeisterschaft 2007 in Deutschland.
- Mitglied im Hochschulrat der Deutschen Sporthochschule Köln[23]
- Mitglied im Rundfunkrat der Deutschen Welle[24]. Burmester engagiert sich bei Special Olympics Deutschland, im Rollstuhlbasketballverein 99ers Köln[25] und ist Mitglied beim FC Rheinsüd Köln e. V.

## Privates
Burmester ist verheiratet und hat zwei Töchter. Er lebt mit seiner Familie im Kölner Stadtteil Rodenkirchen.

## Veröffentlichungen und öffentliche Stellungnahmen
Torsten Burmester äußerte sich in Interviews und Gastbeiträgen zu Themen wie Sportförderung, Olympia-Bewerbungen und zur Energiekrise im Sportbereich. Zu seinen Beiträgen gehören unter anderem ein Gastbeitrag in der FAZ zur Spitzensportförderung und Interviews zur Rolle des Sports in der Corona-Pandemie sowie zur Teilnahme russischer und belarussischer Athletinnen und Athleten an internationalen Sportveranstaltungen. In einem Interview im Deutschlandfunk diskutierte er die Rahmenbedingungen für den Spitzensport in Deutschland und veröffentlichte im Kölner Stadt-Anzeiger ein Fünf-Punkte-Programm zur Stärkung Deutschlands im internationalen Sport.